# Rudnica (Słowenia)
Rudnica – wieś w Słowenii, w gminie Podčetrtek. W 2018 roku liczyła 21 mieszkańców.